# Babar (Argélia)
Babar (em árabe: بابار) é uma cidade e comuna localizada na província de Khenchela, Argélia. Segundo o censo de 2008, a população total da cidade era de 34 844 habitantes.